# Palacio Real de Coímbra
El paço das Escolas o palacio de las Escuelas es el conjunto arquitectónico que alberga el núcleo histórico de la Universidad de Coímbra. Situado en la freguesia de Sé Nova, ciudad y municipio de Coímbra (Distrito de Coímbra), fue construido a lo largo de varios siglos, y fue un Palacio Real desde el reinado de Alfonso Enríquez hasta el siglo XVI. Debido a su importancia cultural excepcional, fue clasificado como Monumento Nacional en 1910 y está inscrito en la lista del Patrimonio de la Humanidad de la UNESCO desde junio de 2013.

## Historia y lugares de interés
En el conjunto arquitectónico heterogéneo que hoy es la Universidad de Coímbra, sobresalen los históricos Pátio y Paço das Escolas (Patio y Palacio de las Escuelas). La construcción original, la Alcazaba, se construyó bajo las órdenes de Almanzor a finales del siglo X. A partir de 1131, Alfonso Enríquez habitó el Palacio Real de Alcáçova-Alcazaba, convirtiéndose en el primer palacio real del país, y en el que nacieron prácticamente todos los reyes de la primera dinastía. A partir del reinado de Dionisio I, el Palacio fue abandonado de forma gradual, hasta que se inició una gran reforma de edificios en el siglo XVI (reinado de Manuel I). En 1544, durante el reinado de Juan III, se instalaron en él todas las facultades de la Universidad de Coímbra. Tras la adquisición por parte de Felipe I, el antiguo Palacio de Alcáçova pasó a pertenecer a la Universidad en 1597, tomando finalmente el nombre de Paço das Escolas (Palacio de las Escuelas).

### Porta Férrea
La Porta Férrea fue la primera obra significativa que se realizó tras la adquisición del edificio. Construida en 1634 por iniciativa de Álvaro da Costa, entonces rector de la universidad, su objetivo era solemnizar la entrada al recinto universitario. Fue diseñada por el arquitecto António Tavares y se concibió como un arco triunfal de dos caras (siguiendo la tradición de las fortalezas militares), donde se representan las principales figuras de la fundación de la Universidad: Dionisio I, que fue responsable de su fundación, y Juan III, que la instaló de forma definitiva en Coímbra, rematadas por la figura de la Sabiduría. En los portales, además, están representadas las facultades antiguas – Teología, Medicina, Leyes (Derecho Civil) y Cánones (Derecho Canónico) -.

### La Torre de la Universidad
Diseñada por el arquitecto italiano Antonio Canevari, la Torre de la Universidad se construyó entre 1728 y 1733 para sustituir la anterior de Juan de Ruan (1561). El reloj de la Torre tenía un papel central en la vida cotidiana académica, vinculada a los sonidos emitidos por sus cuatro campanas, de las cuales la más conocida se encuentra en la fachada que mira al río, denominada popularmente como cabra. Recientemente, se realizó una obra en la Torre que permitió a los visitantes subir hasta su cima, convirtiéndose en un mirador elevado con vistas a la ciudad de Coímbra.

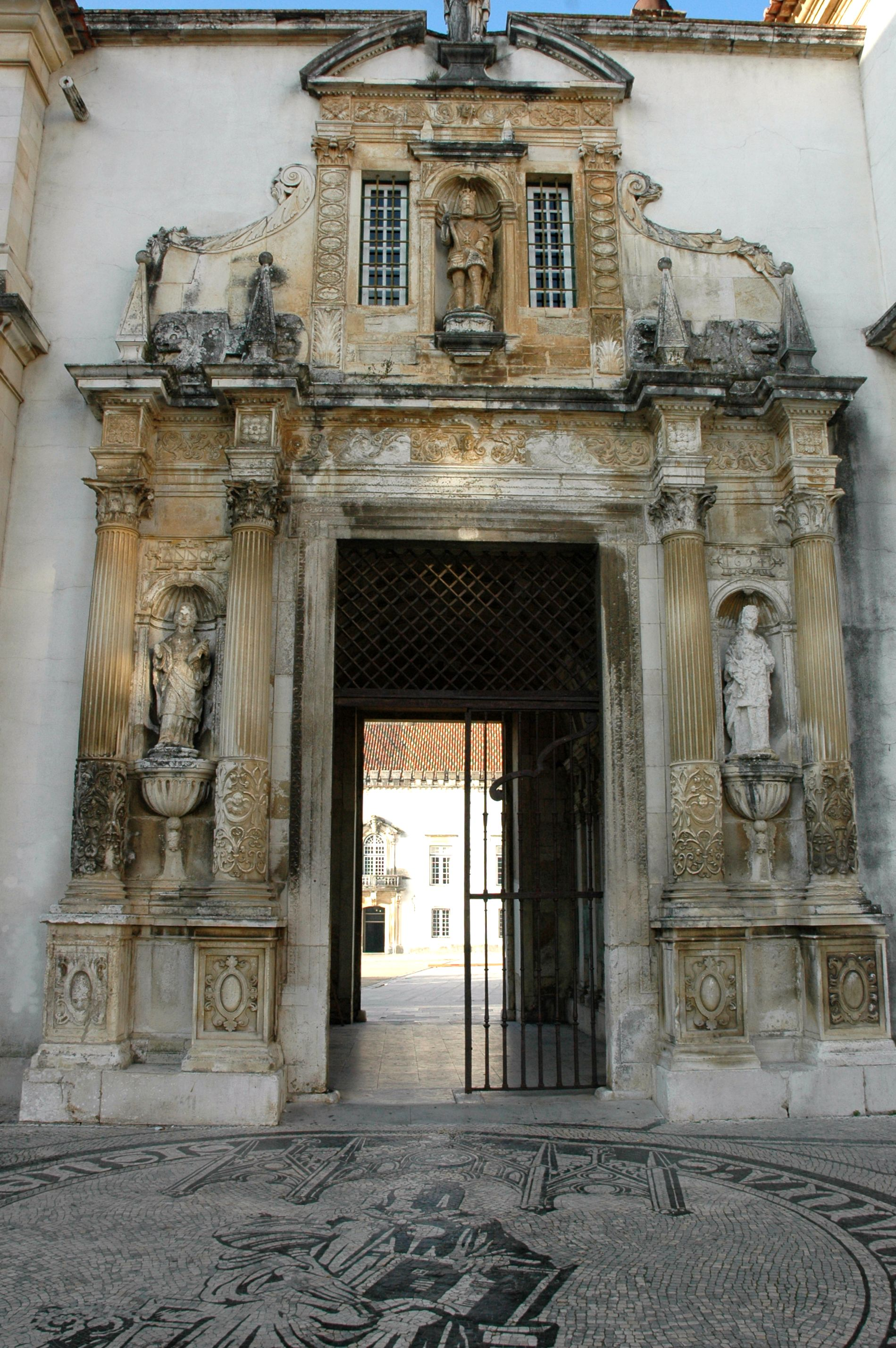
Porta Férrea (fachada este)
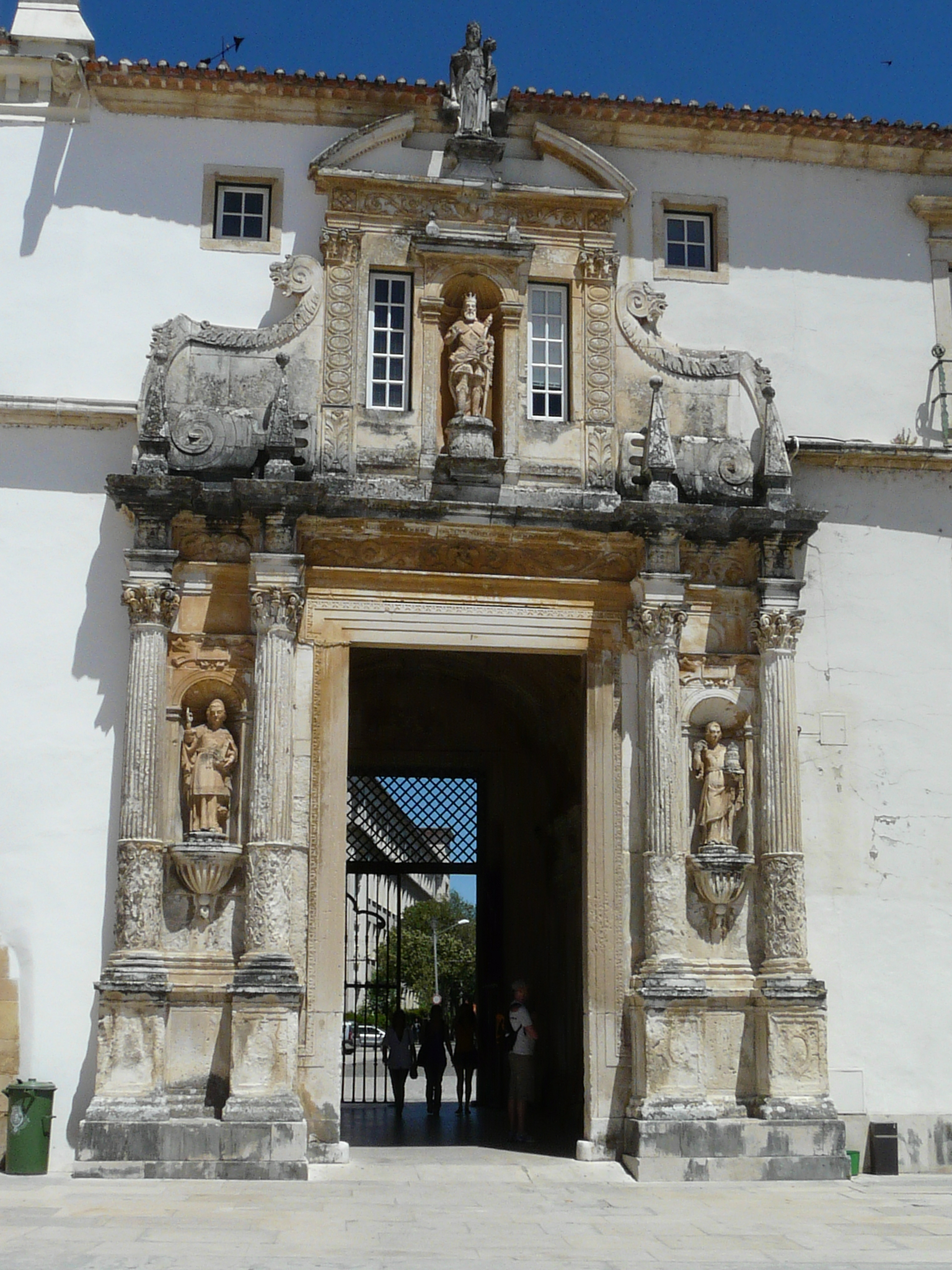
Porta Férrea (fachada oeste)
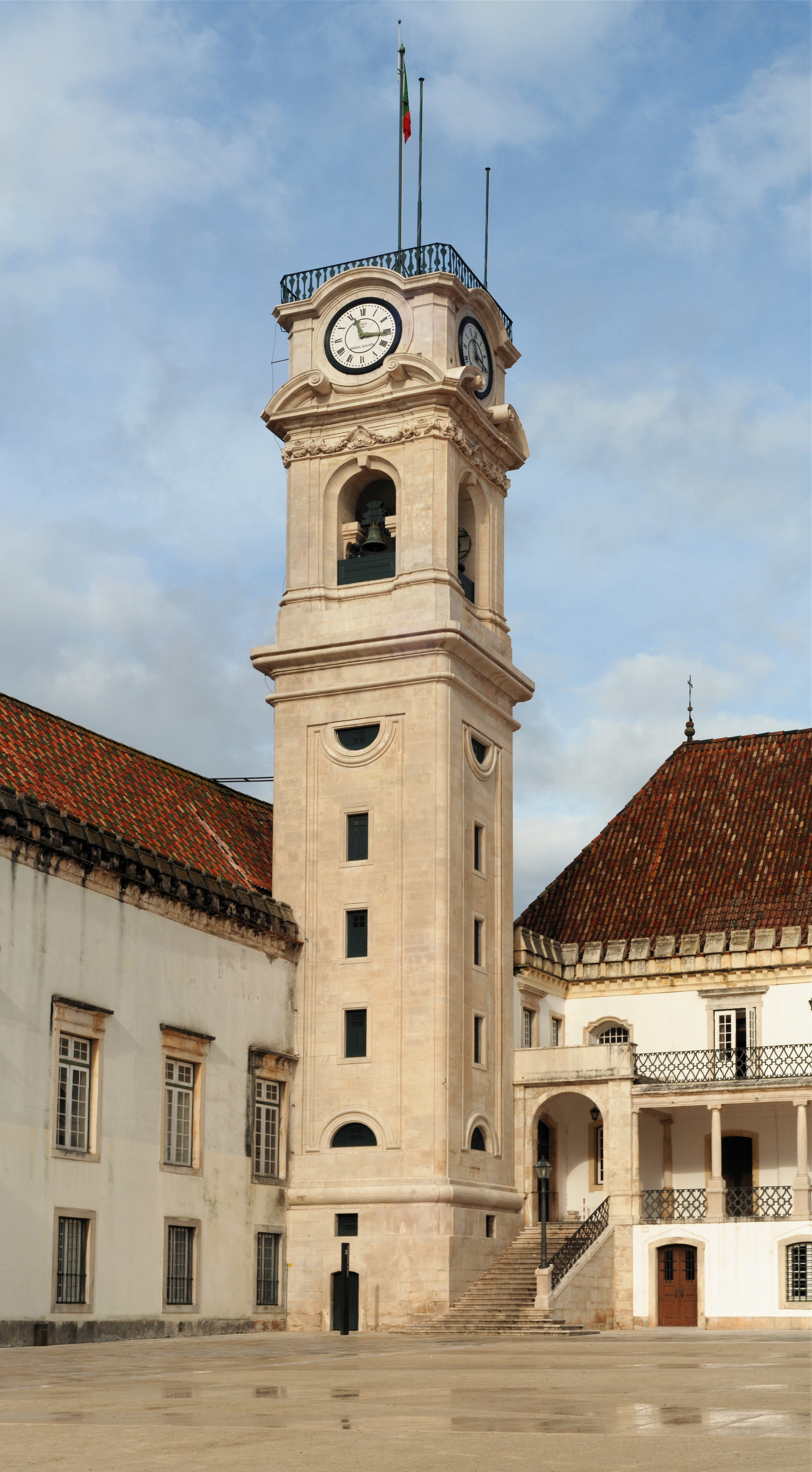
Torre de la Universidad
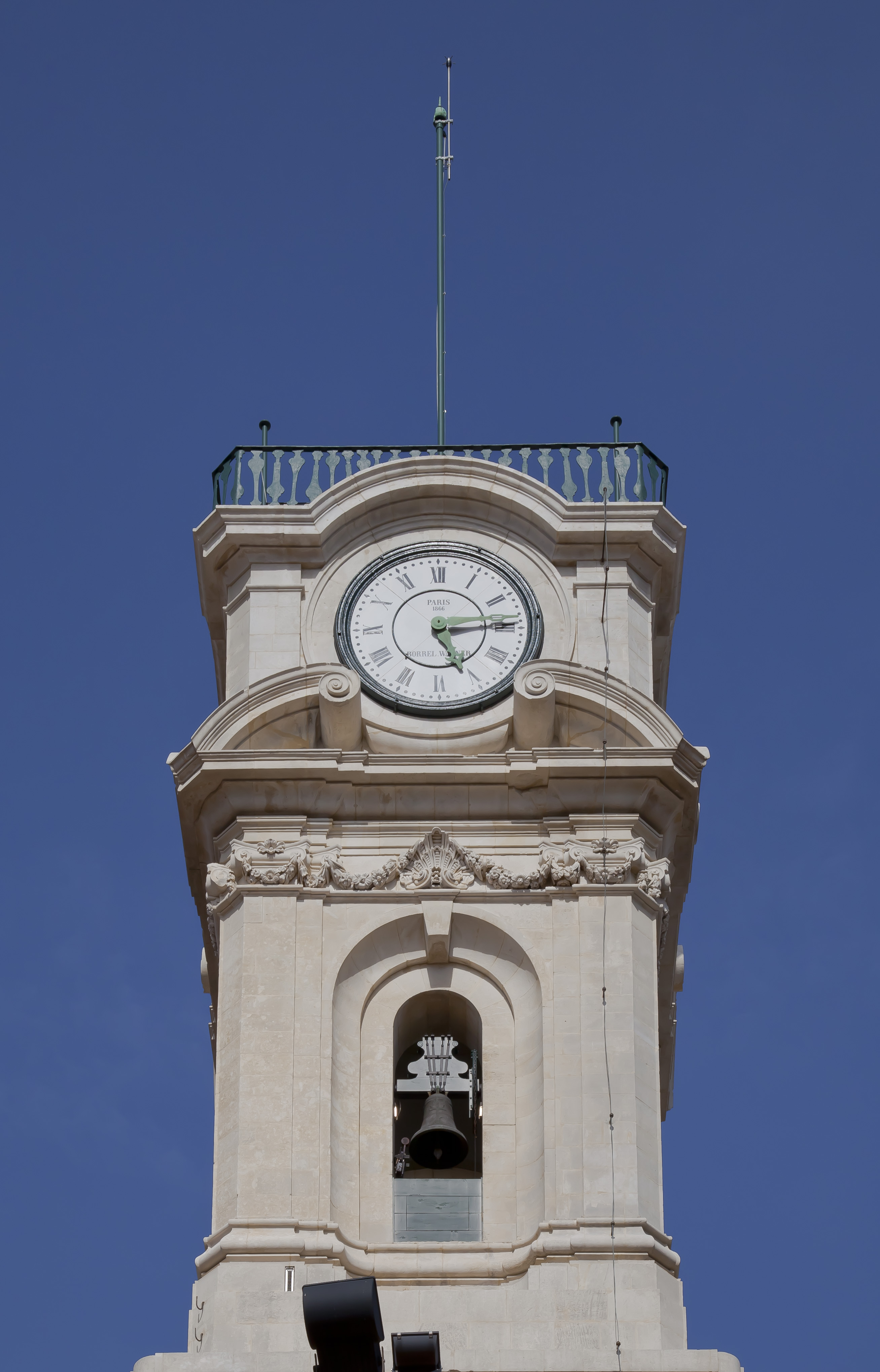
Torre de la Universidad

### Vía Latina
La Vía Latina es una larga balconada, enmarcada por una elegante columnata neoclásica. Está emplazada en la fachada principal del antiguo Palacio Real, y es la estructura más llamativa en el Patio de las Escuelas. Se construyó durante el reinado de Juan V y su configuración actual data de 1773. El nombre deriva del latín, idioma oficial en el que se enseñaba en la Universidad hasta la Reforma Pombalina de 1772, cuando el portugués lo sustituyó como idioma oficial. En el conjunto predomina un gran frontón, en el que destacan las armas nacionales y, en lo alto, la omnipresente figura de la Sabiduría. En su interior, en el centro, se puede apreciar el pórtico diseñado por Claude Laprade (1682-1738), construido entre el año 1700 y el 1702, al que se le añadió el busto de José I en la reforma de 1773. Su escalinata todavía es hoy el lugar central para los estudiantes y antiguos alumnos, y se realizan aquí, por ejemplo, las fotos de la colocación de las tradicionales cintas en la carpeta académica al inicio del curso.

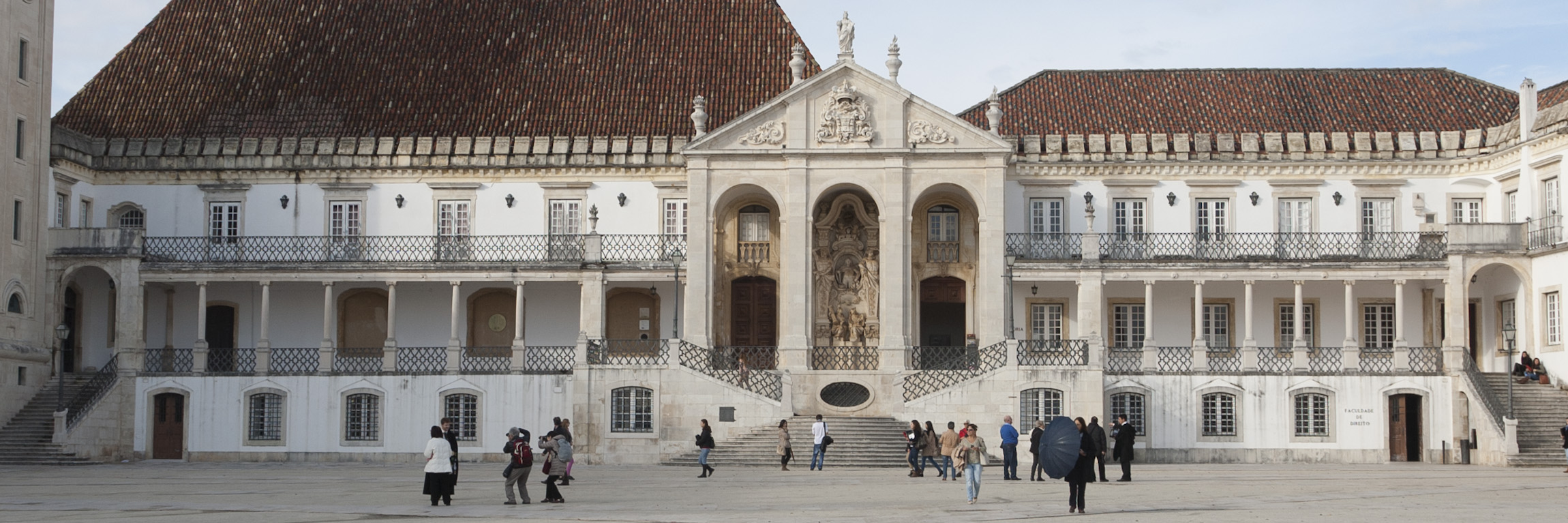
Vía Latina
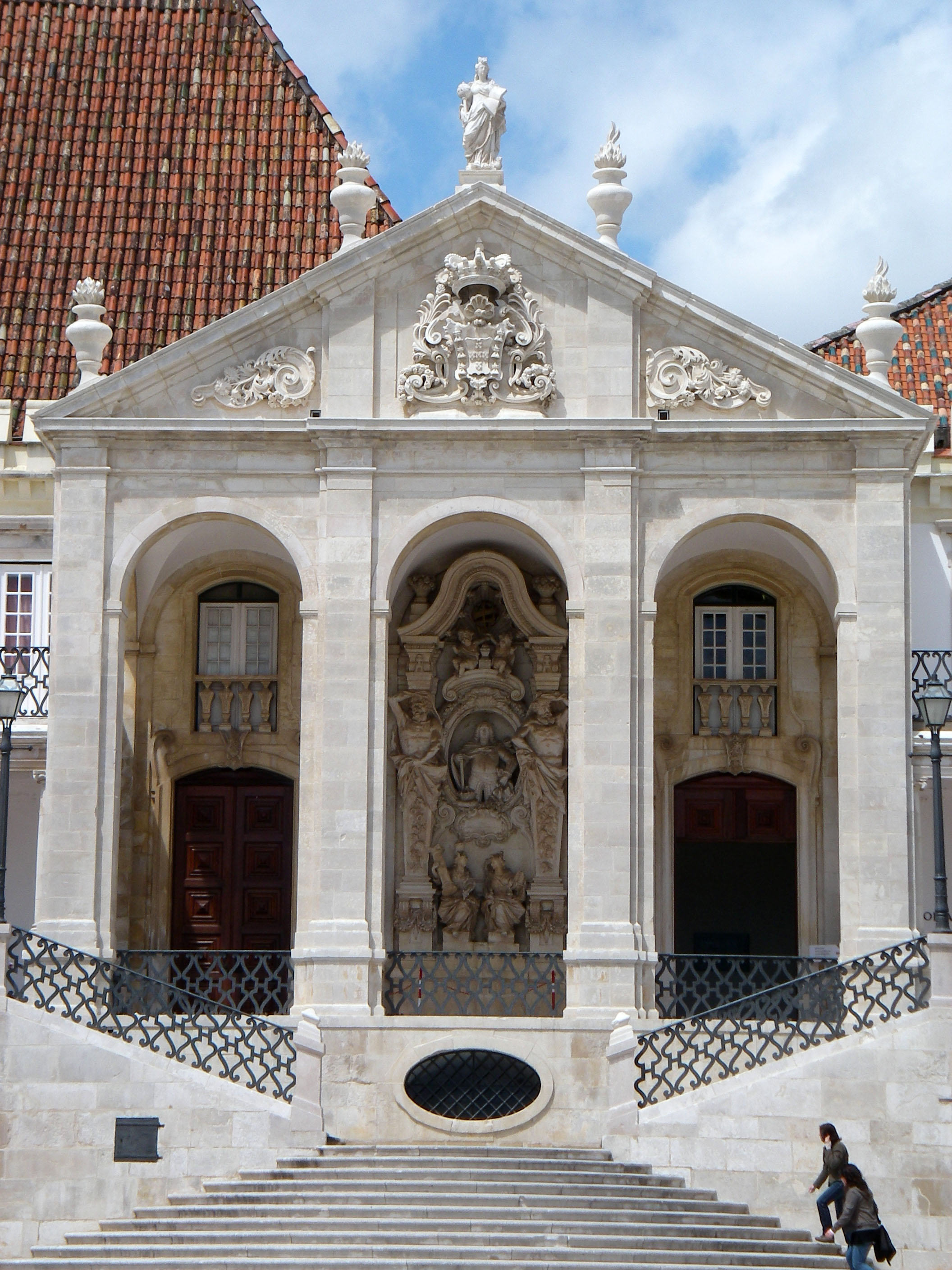
Vía Latina
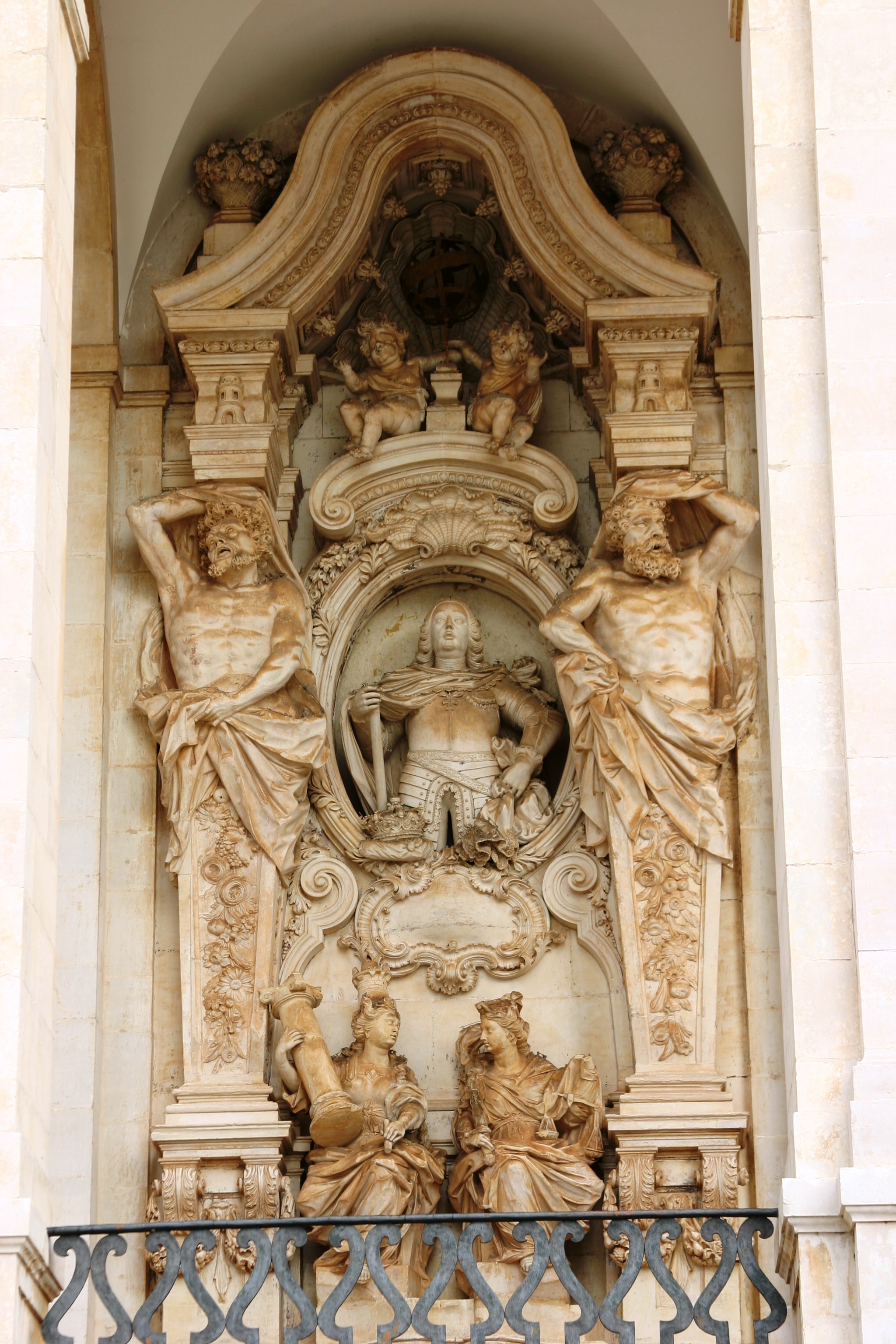
Vía Latina (pórtico de C. Laprade)
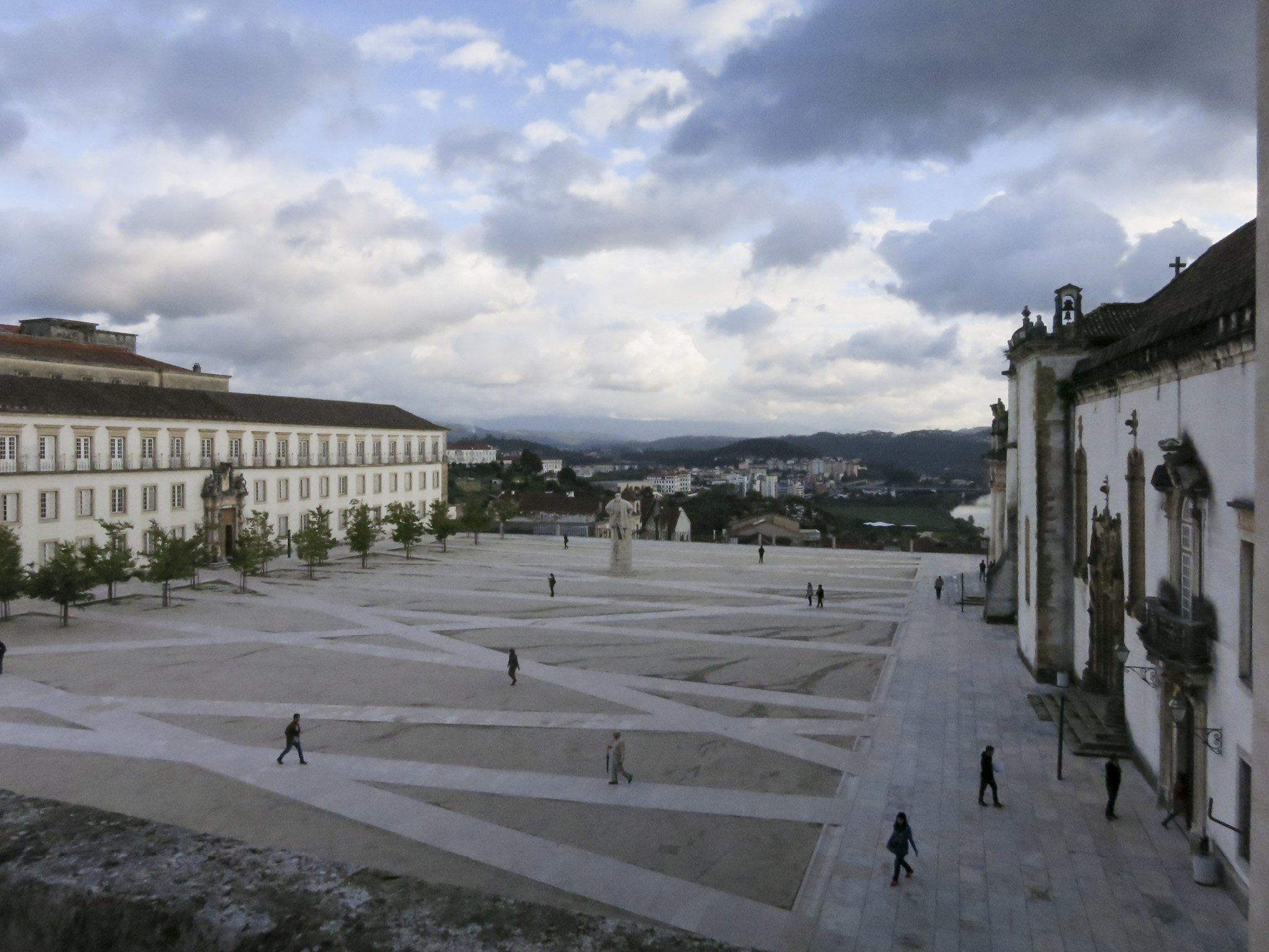
Vistas del Patio de las Escuelas y de Coímbra desde la Vía Latina

### Gran Salón de Actos
También conocido como Sala de los Capelos (nombre que se le da a la capa ornamental que usan los doctores de la Universidad en las ocasiones solemnes), el Gran Salón de Actos es el lugar donde se realizan las ceremonias más importantes de la vida académica. De las diversas ceremonias que tienen lugar en ella, destacan la defensa de las tesis doctorales. Era el antiguo Salón del Trono del Palacio Real de Alcáçova, y en ella tuvieron lugar importantes episodios de la historia de Portugal, como la reunión de las Cortes, en 1383, para proclamar Rey de Portugal a Juan I, maestre de la orden de Avís.
Si bien a principios del siglo XVIII (bajo la dirección de Gaspar Ferreira) se renovaron los revestimientos y se consolidaron las paredes, cerrando las ventanas, los balcones y las puertas manuelinas, el estado actual del Gran Salón de Actos data de la reforma efectuada en el siglo XVII por el maestro de obras António Tavares (también responsable de otras obras de la Universidad).
Los paneles del techo los diseñó Jacinto Pereira da Costa, y las obras generales de pintura son de mediados del siglo XVII; además, Inácio da Fonseca y Luís Álvares también trabajaron en obras de menor importancia. Las pinturas que representan a los Reyes de Portugal (de Alfonso Enríquez a Juan IV) fueron diseñadas por el pintor danés afincado en Portugal Carlos Falch; las demás son de distintos autores, entre los que se encuentran João Batista Ribeiro y Columbano.

### Sala del Examen Privado
Esta sala formaba parte del antiguo Palacio Real y era el dormitorio del rey. Se convertiría después en la Sala del Examen Privado (acto solemne y nocturno en el que, a puerta cerrada, se realizaban los exámenes de licenciatura). Actualmente, aquí tiene lugar la ceremonia de Apertura Solemne del Curso.
La configuración de la Sala del Examen Privado es resultado de la remodelación de 1701 (llevada a cabo por el maestro de obras de la Universidad, José Cardoso). Las paredes están decoradas con zócalos de azulejos realizados por Agostinho de Paiva, y sobre estos, un conjunto de retratos de antiguos rectores. Los frescos del techo los pintó José Ferreira Araújo.

### Sala de las Armas y Sala Amarilla
La Sala de las Armas (o de los Arqueros) alberga las armas (alabardas) de la desaparecida Guardia Real Académica, utilizadas en las ceremonias académicas solemnes por los Arqueros durante los doctorados, y durante los honoris causa, la Investidura del Rector o la Apertura Solemne de los Cursos. La Sala Amarilla, que se encuentra a su lado, tiene las paredes forradas de seda amarilla (que alude a la Facultad de Medicina), y en ella se muestran los retratos de los rectores de la Universidad (siglo XIX).

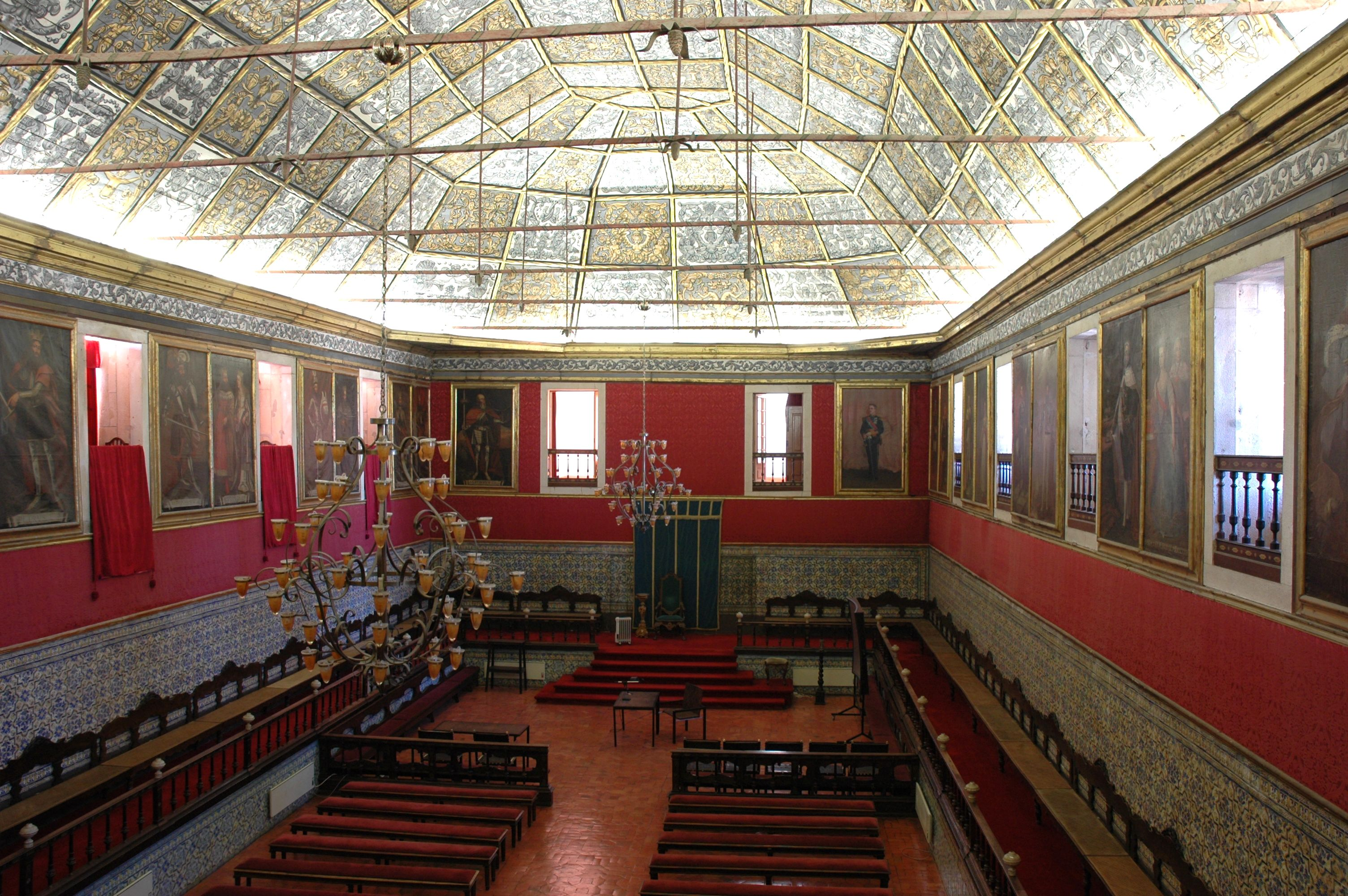
Gran Salón de Actos
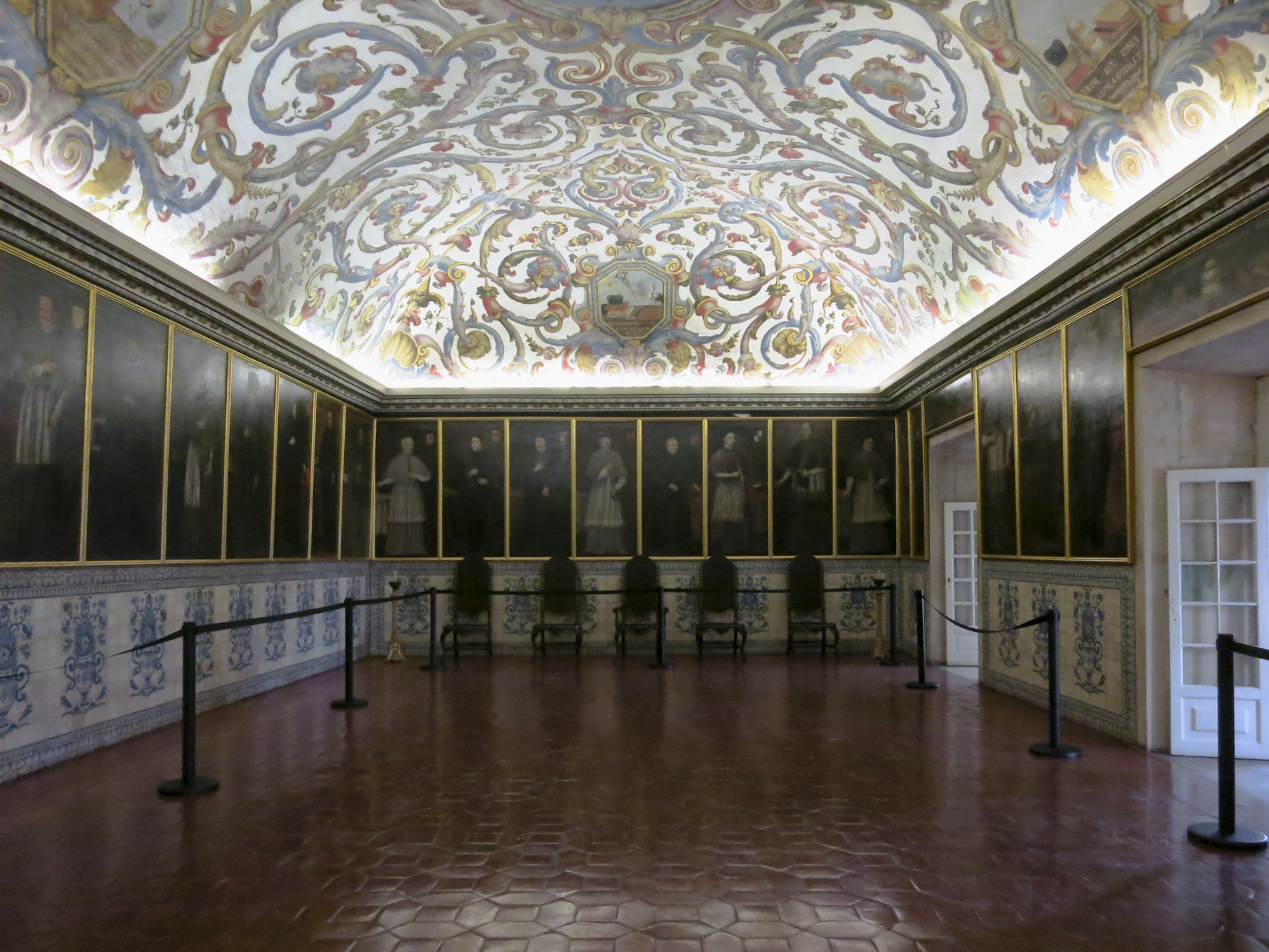
Sala del Examen Privado
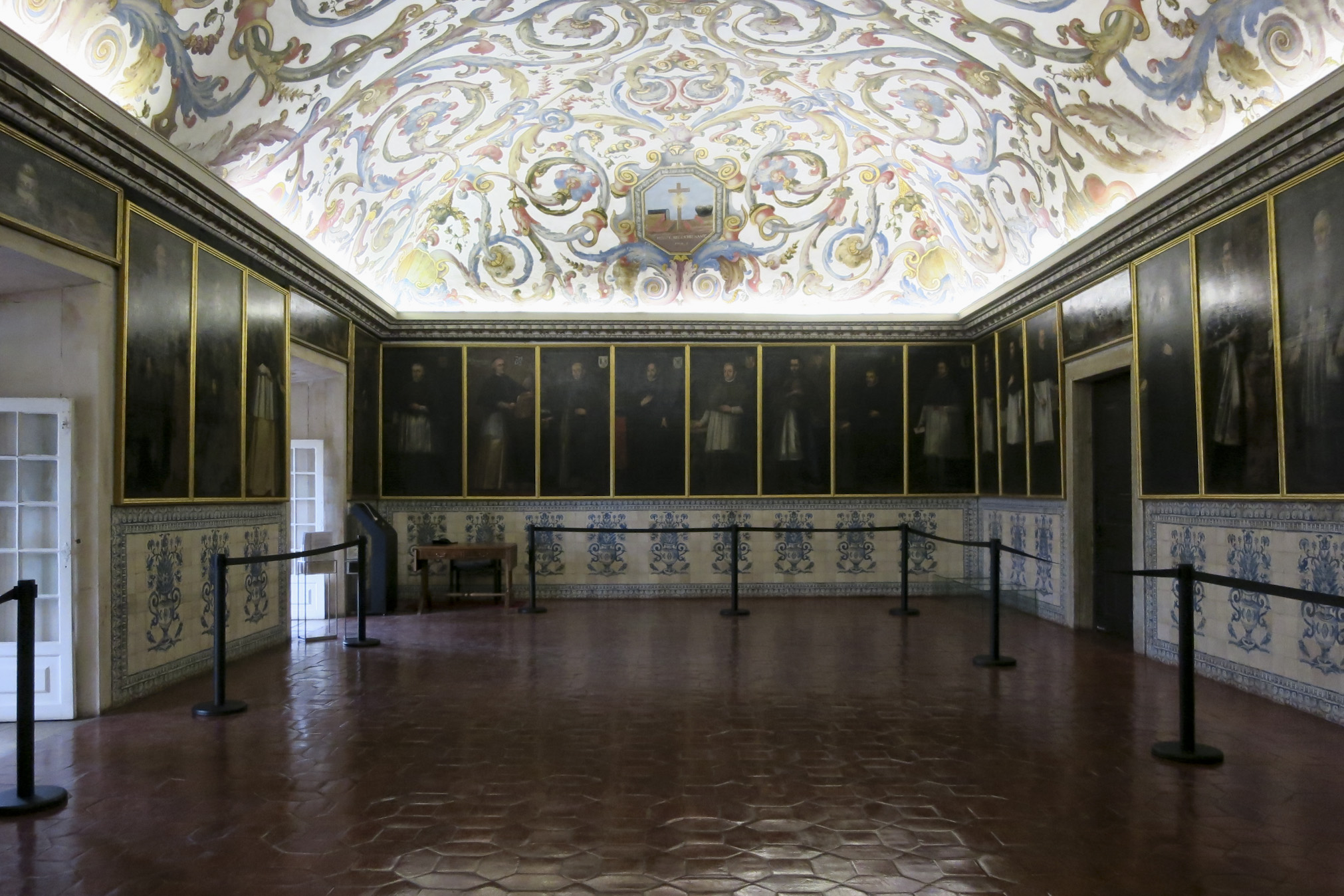
Sala del Examen Privado
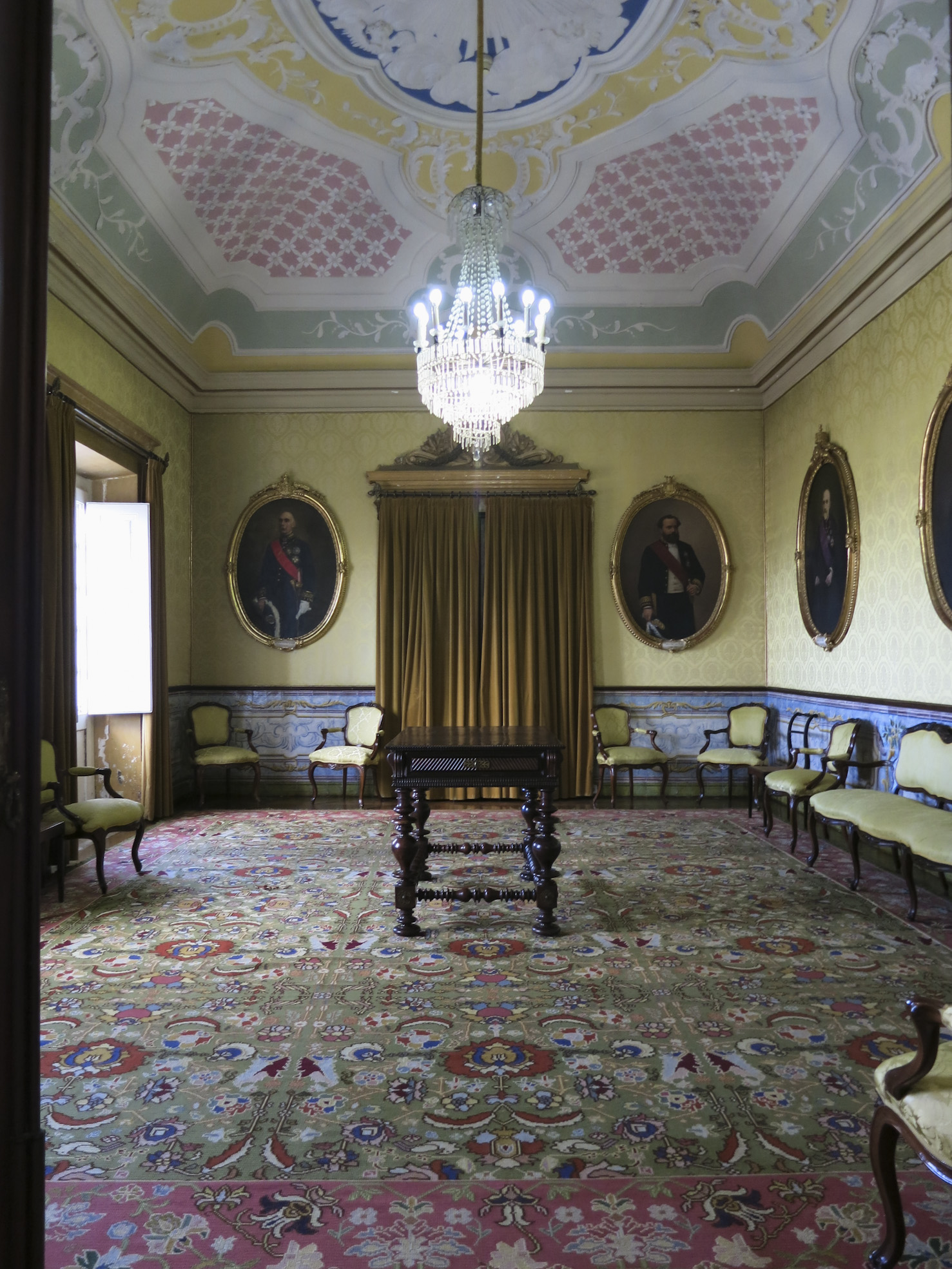
Sala Amarilla

### Capilla de San Miguel
La Capilla de San Miguel, mandada a construir por Manuel I en el siglo XVI, es de estilo Manuelino, evidenciado por el pórtico lateral, los ventanales de la nave central y el arco del crucero. Las obras las dirigió Marcos Pires y las terminó Diogo de Castilho. La capilla, que había substituido a un pequeño oratorio privado que estaba en el Palacio Real, probablemente del siglo XII, se sometería a remodelaciones a lo largo de los siglos XVII y XVIII. Bernardo Coelho diseñaría la carpintería del retablo principal en 1605 y el tallador y escultor Simão da Mota ejecutó los trabajos de talla y dorados, destacando las pinturas manieristas sobre la vida de Jesús atribuidas a Simão Rodrigues y a Domingos Vieira Serrão. El ratablo está considerado como una obra maestra del manierismo portugués.
El órgano de estilo barroco construido en 1733 por Frei Manuel Gomes aún se conserva en funcionamiento. Los azulejos de la nave y de la capilla mayor, de tipo de tapiz, se fabricaron en Lisboa en el siglo XVII, al igual que la pintura del techo, hecha por Francisco F. de Araújo. El altar es del siglo XVIII.
En 2015 la capilla fue objeto de una rehabilitación que incluyó la substitución íntegra de la cubierta e intervenciones en las vidrieras de los ventanales.

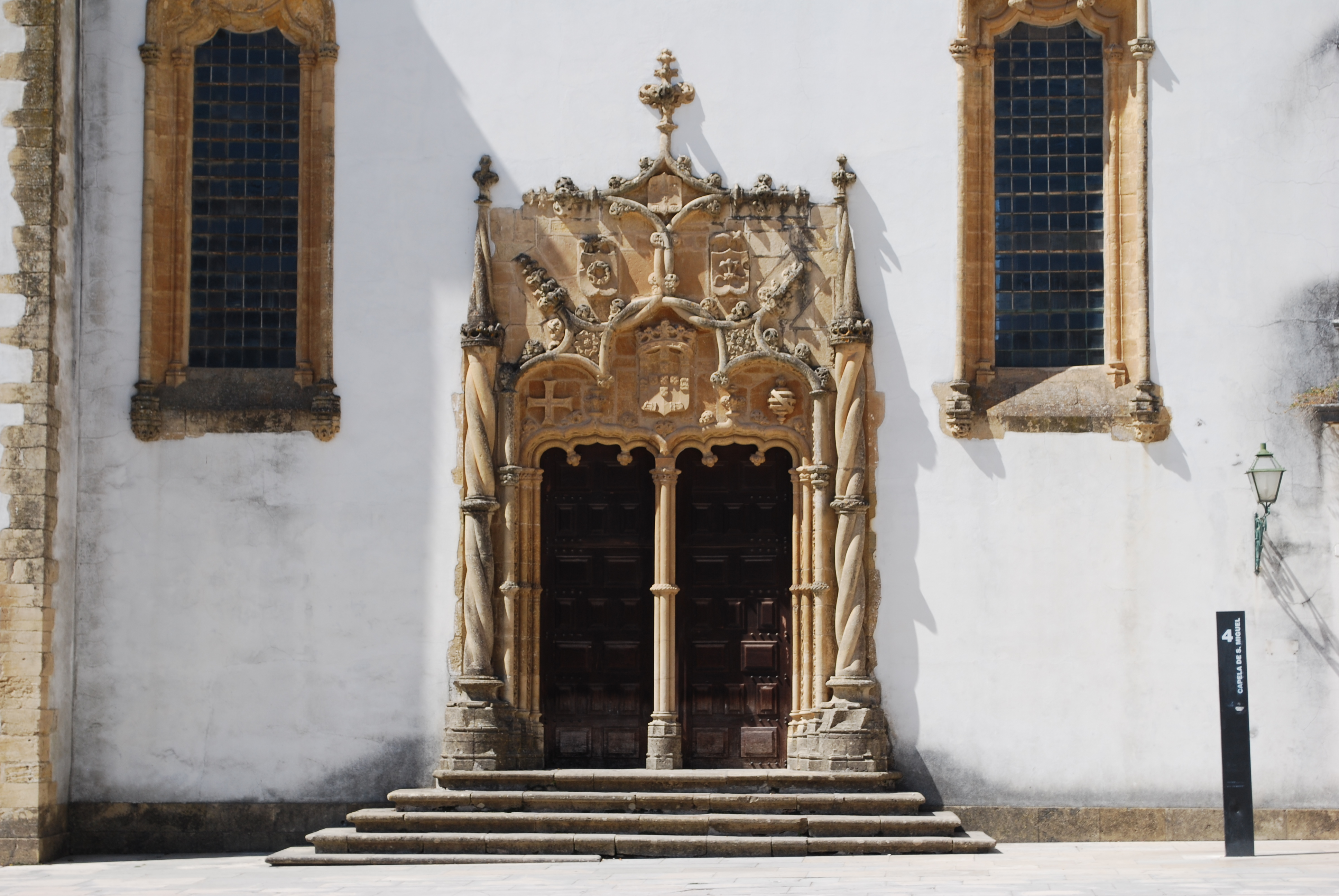
Pórtico Manuelino
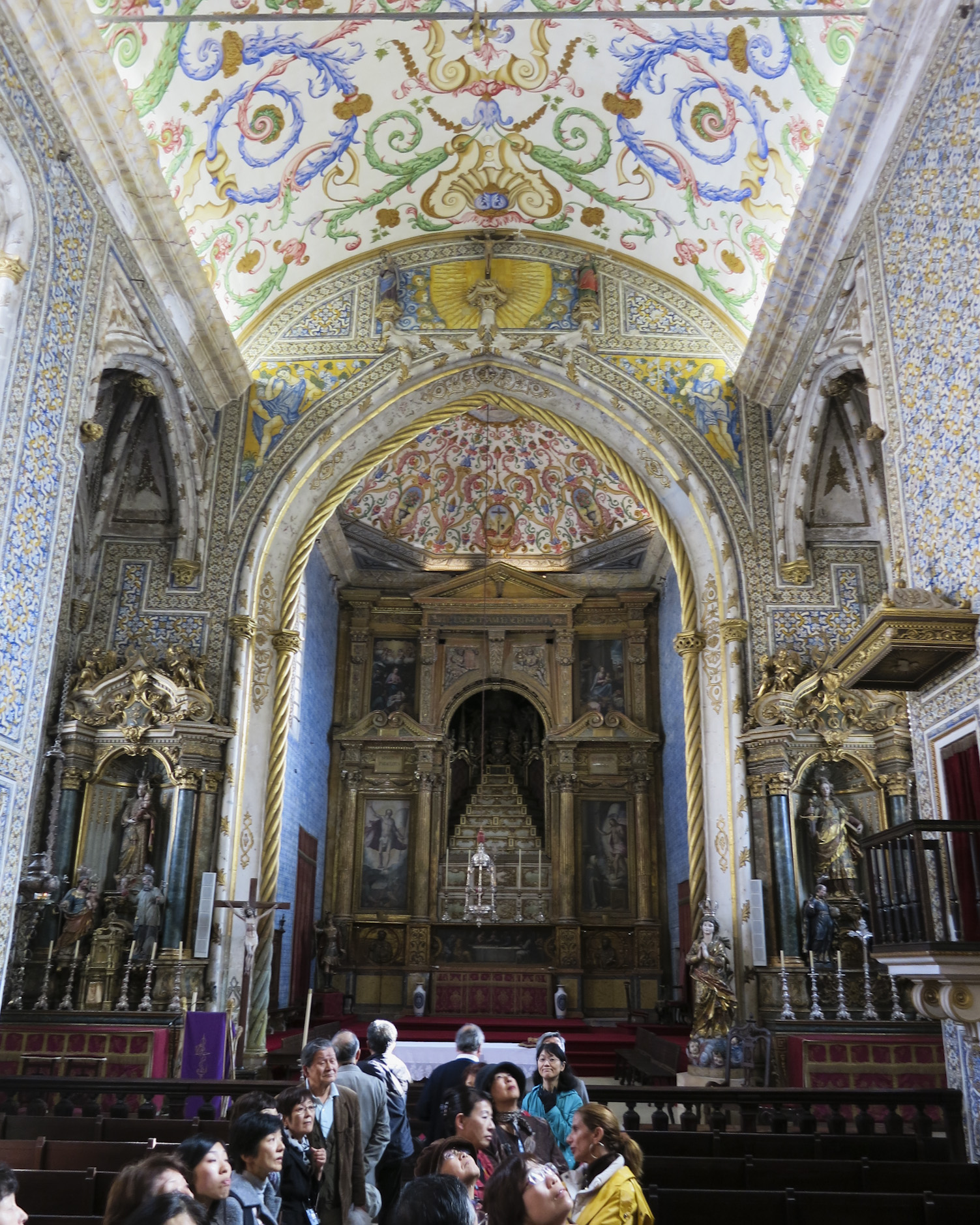
Capilla de S. Miguel
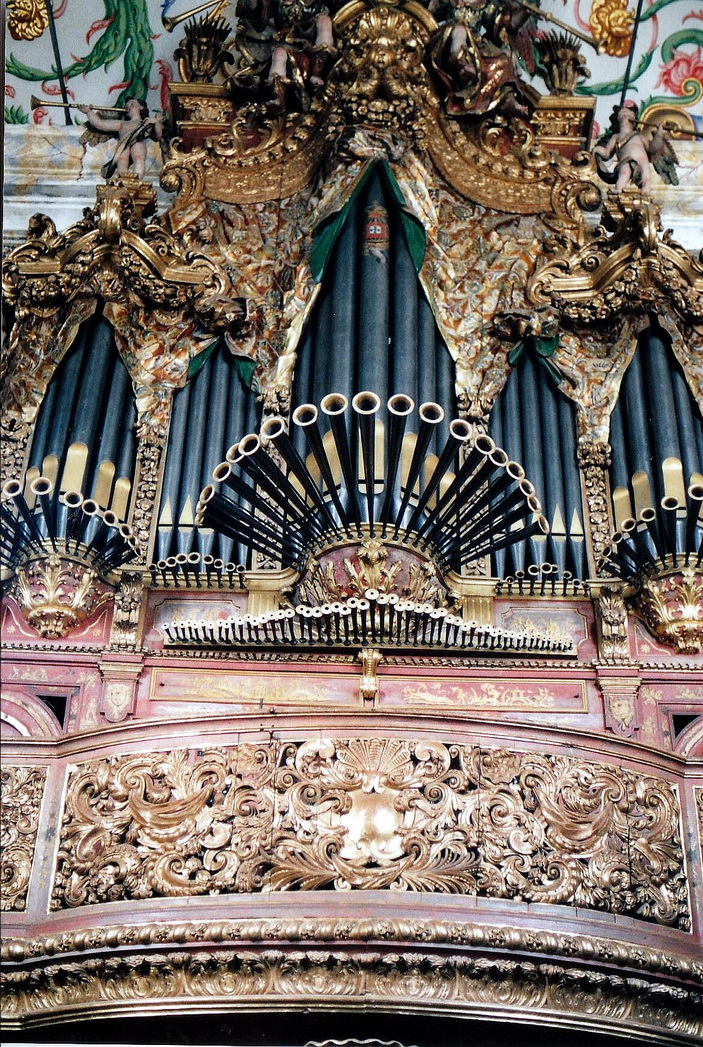
Capilla de S. Miguel / órgano
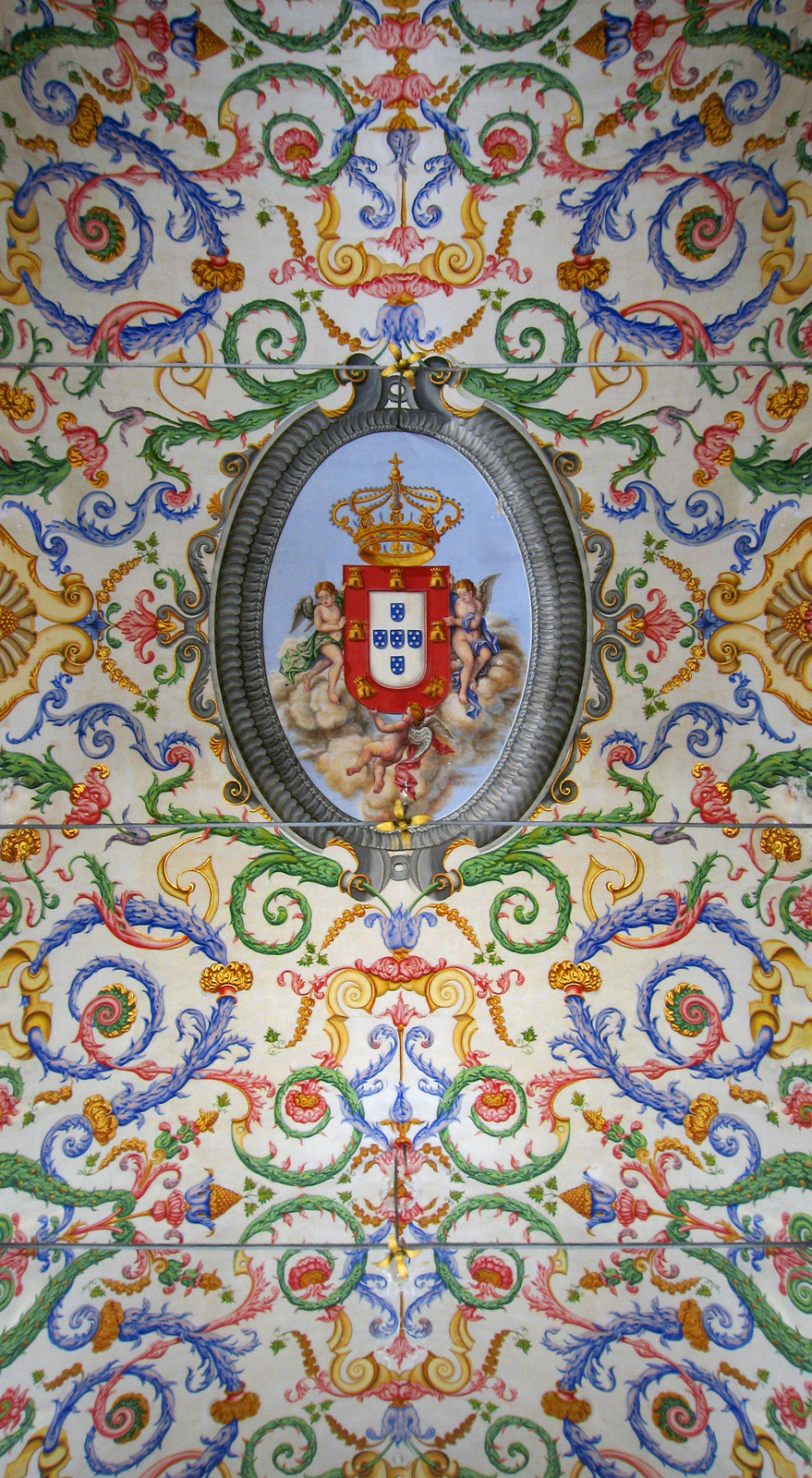
Capilla de S. Miguel (techo)

### Biblioteca Joanina
Máximo exponente del barroco portugués y una de las bibliotecas europeas más importantes, la Biblioteca Joanina, antes llamada Casa da Livraria, se construyó entre los años 1717 y 1728 por Gaspar Ferreira, si bien se desconoce al autor del proyecto. Contribuyeron en su decoración maestros como Manuel da Silva, Simões Ribeiro y Vicente Nunes. Se la conoce como Biblioteca Joanina en honor del Rey Juan V (1707-1750), patrocinador de su construcción y cuyo retrato de 1725, pintado por Domenico Duprà, destaca en la última sala. Su construcción pretendía la exaltación del monarca y de la riqueza del Imperio portugués, principalmente la de la provincia de Brasil. Sus paredes interiores están totalmente revestidas de estantes forrados con pan de oro y decorados con motivos chinos. Albergó sus primeros libros después de 1750 y su colección cuenta con cerca de 55 000 volúmenes.
El edificio tiene tres plantas. La zona noble de la biblioteca, formada por tres salas comunicadas, se encuentra en el nivel superior, con acceso directo desde el Patio de las Escuelas a través de un pórtico de estilo barroco, como una especie de arco de triunfo, flanqueado de columnas jónicas y rematado por un magnífico escudo real.
En el piso inferior se encuentra la Prisión Académica, la única prisión medieval que existe en Portugal, que engloba los restos de la primera cárcel del Palacio Real, trasladada a su actual local en 1773, después de la reforma pombalina.

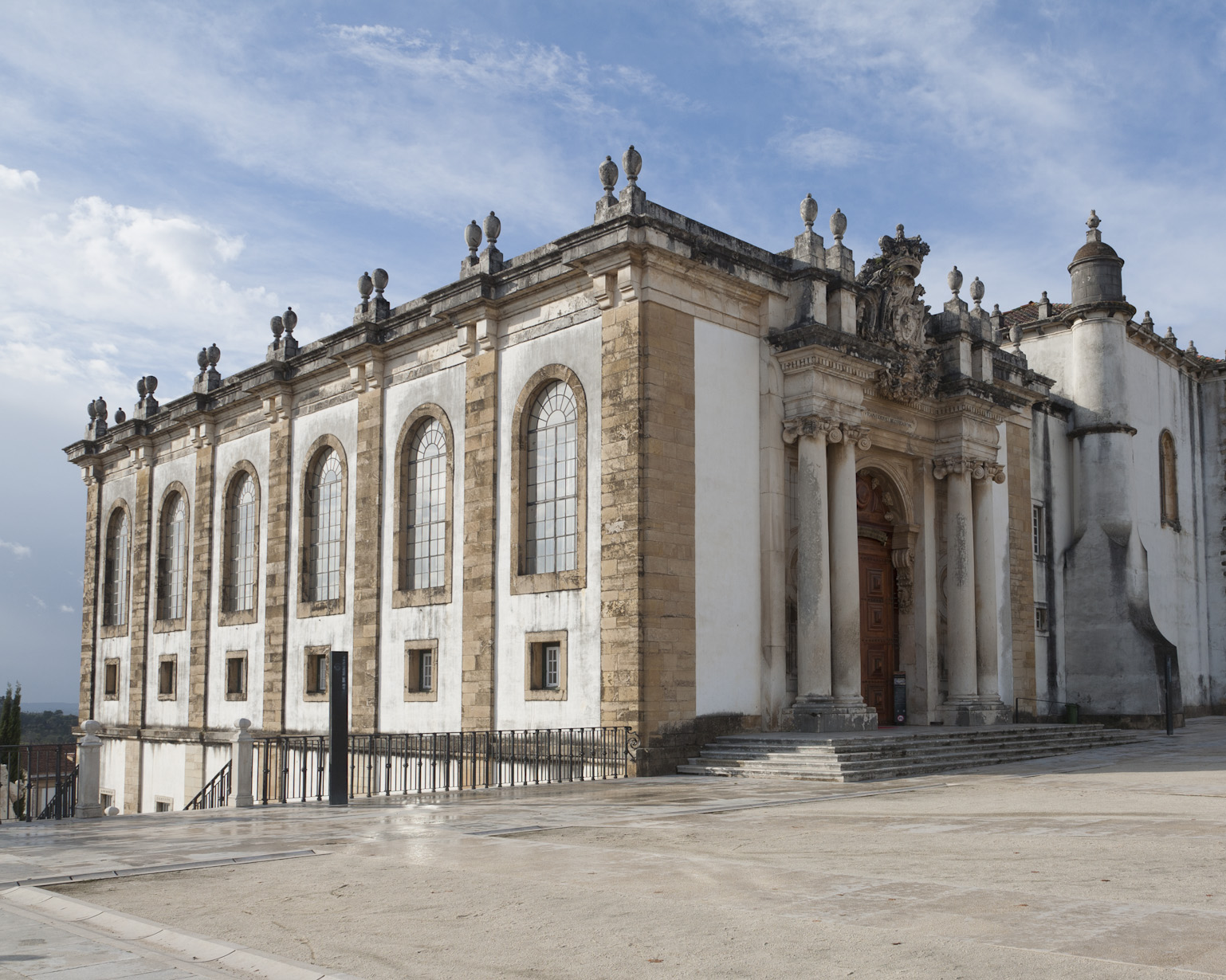
Biblioteca Joanina
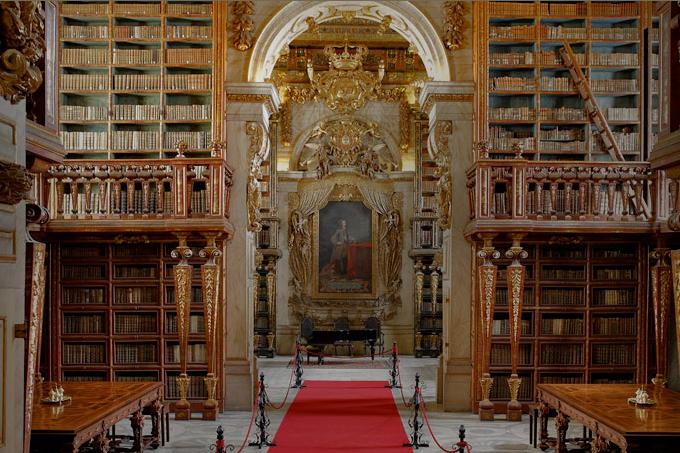
Biblioteca Joanina
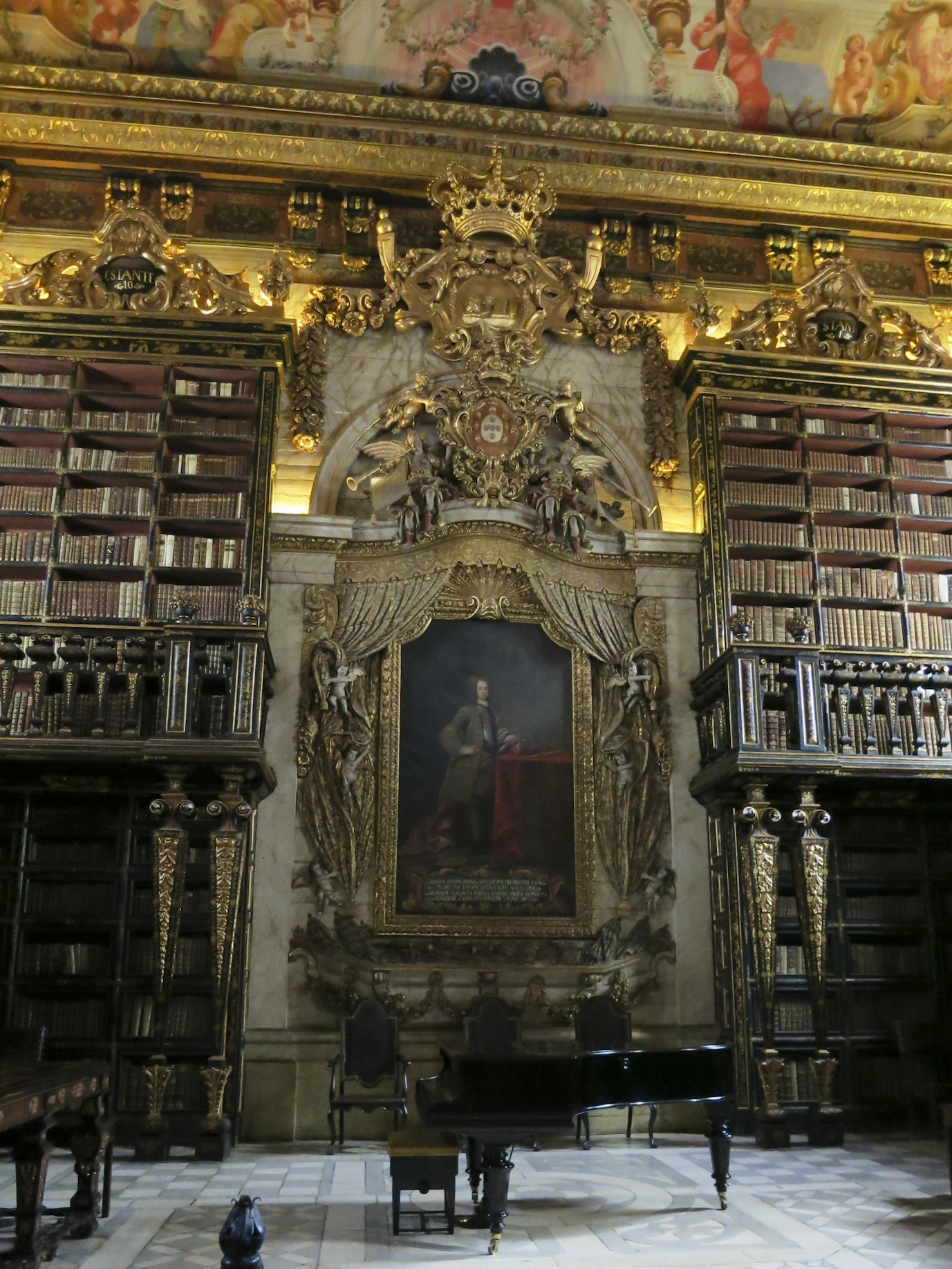
Biblioteca Joanina / Retrato del rey Juan V
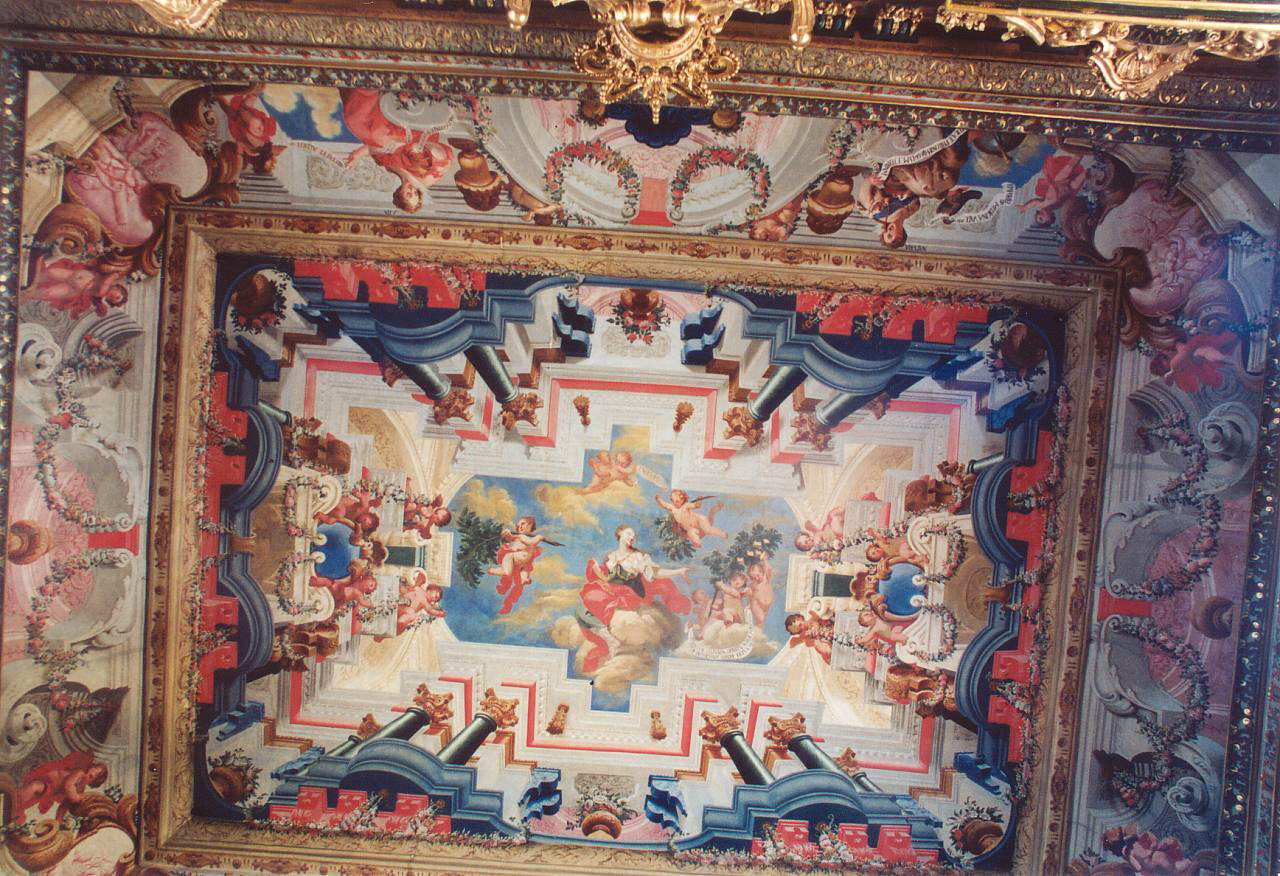
Biblioteca Joanina (techo)

### Escalinata de Minerva
La Escalinata de Minerva se construyó en 1725, bajo la dirección de Gaspar Ferreira, debido a la construcción de la Biblioteca Joanina. Todavía hoy es una de las entradas al Patio y al Palacio de las Escuelas.

### Estatua de Juan III
Proyectada por el escultor portugués Francisco Franco de Sousa, la Estatua de Juan III se erigió en 1950 en homenaje a Juan III, responsable de la instalación definitiva de la Universidad en Coímbra (1537).

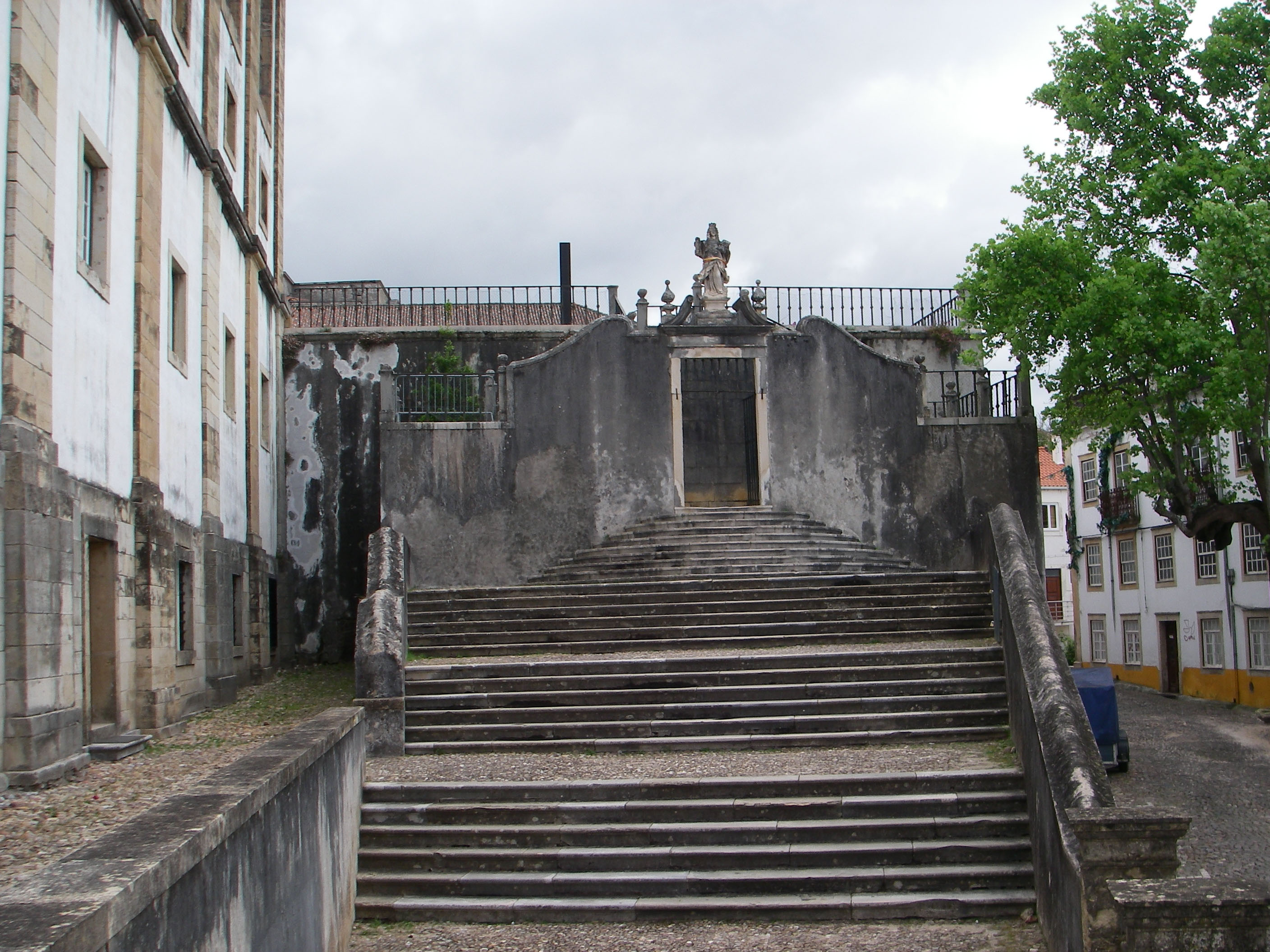
Escalinata de Minerva
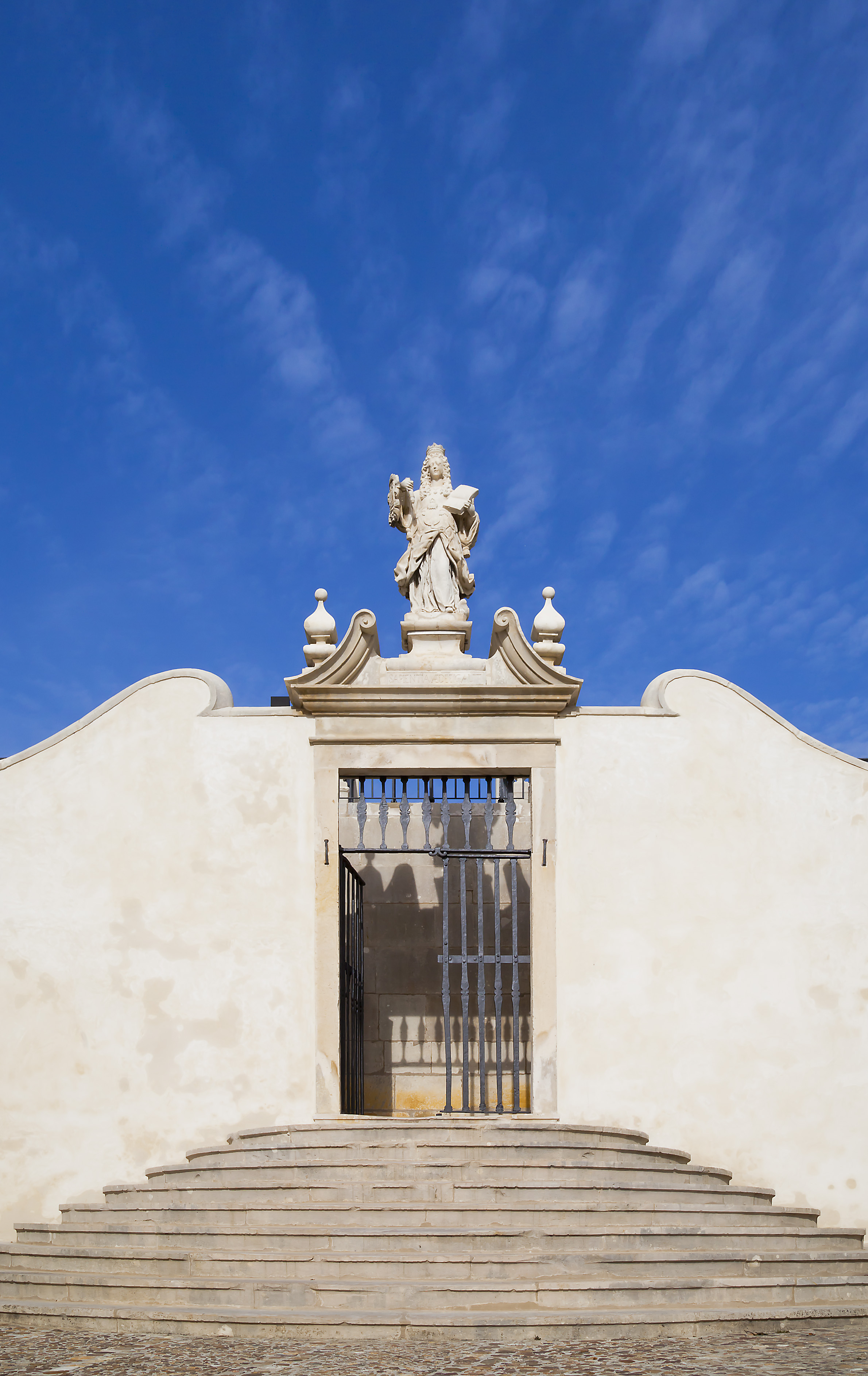
Escalinata de Minerva
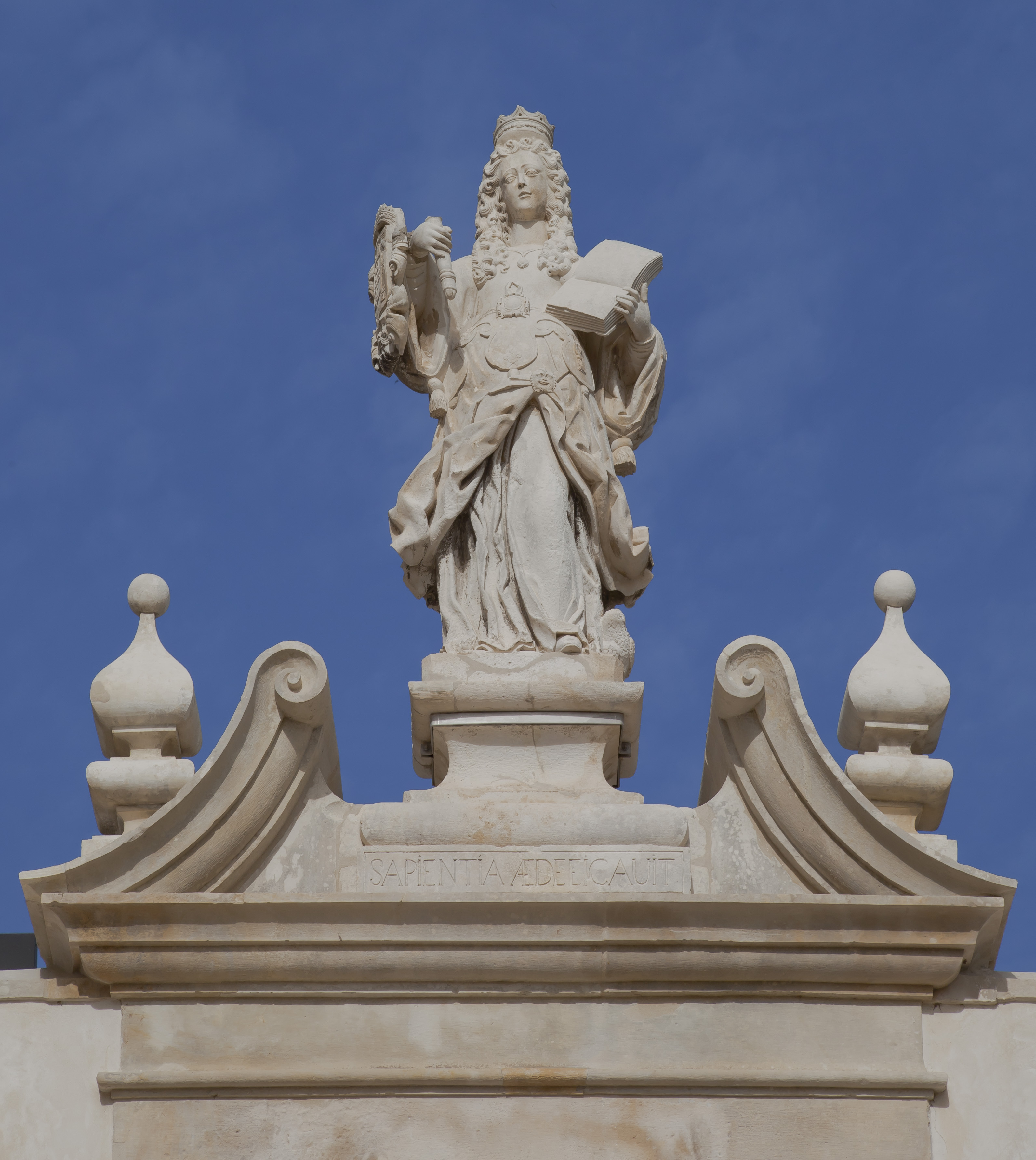
Escalinata de Minerva (detalle)
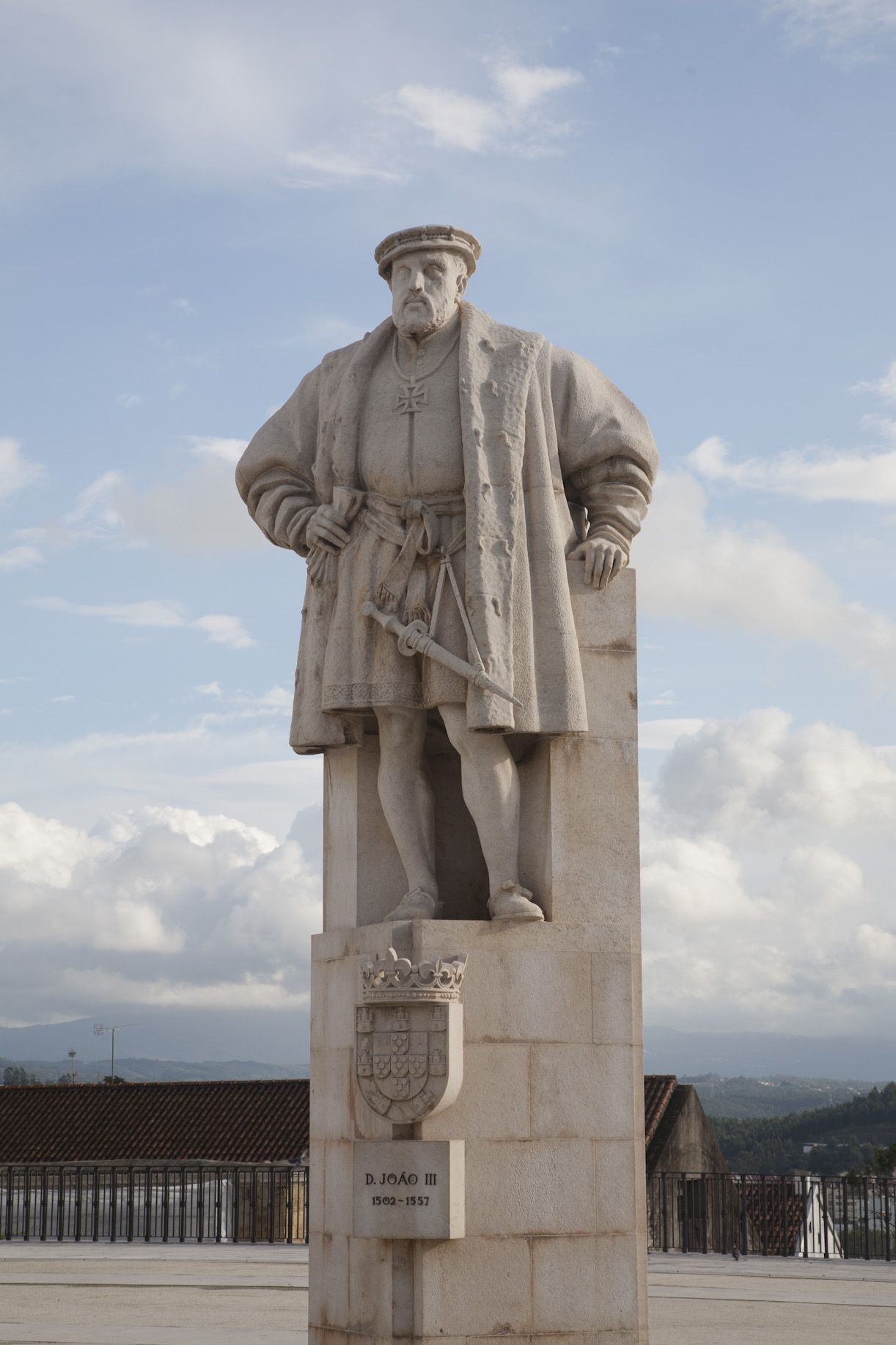
Estatua de Juan III